# يون سي-هو
يون سي-هو (هانغل: 윤시호) هو لاعب كرة قدم كوري جنوبي في مركز الدفاع، ولد في 12 مايو 1984 في كوريا الجنوبية. لعب مع نادي سول.

## وصلات خارجية
- يون سي-هو على موقع دوري كوريا الجنوبية (الإنجليزية)
- يون سي-هو على موقع قاعدة بيانات كرة القدم.إي يو (الإنجليزية)
- يون سي-هو على موقع Soccerway.com (الإنجليزية)